# Ottoline Leyser
Henrietta Miriam Ottoline Leyser (née le 7 mars 1965) est une botaniste britannique. Lauréate du prix Rosalind-Franklin en 2007 et officier de l'ordre de l'Empire britannique, elle a apporté d'importantes contributions à la compréhension du rôle des hormones végétales dans la plasticité du développement des plantes.

## Jeunesse et formation

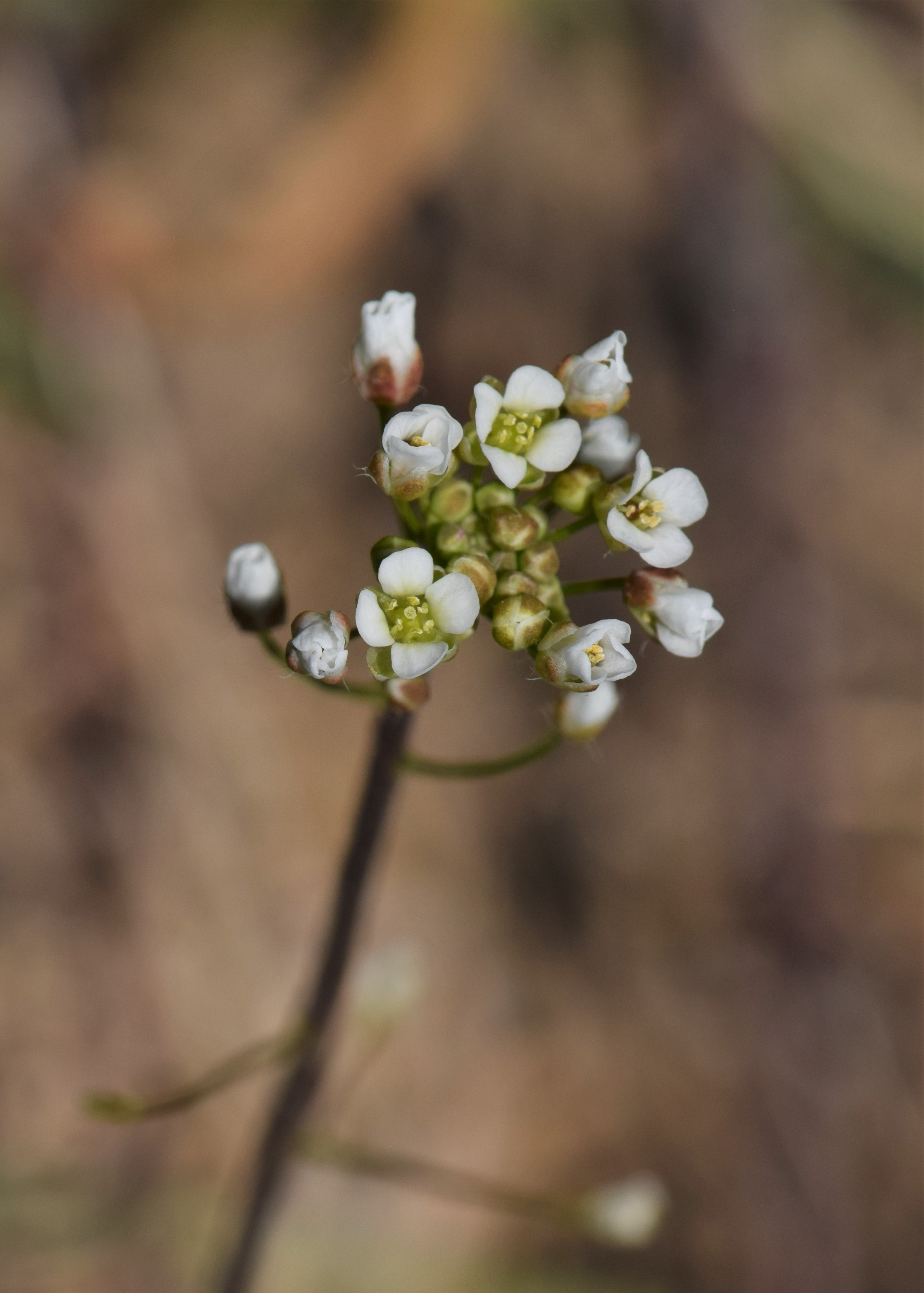
Arabidopsis thaliana

Ottoline Leyser naît le 7 mars 1965, à Ploughley (Oxfordshire), la fille des historiens Henrietta Leyser et Karl Leyser. Elle effectue sa scolarité à la Wychwood School à Oxford. À l'université de Cambridge, elle obtient son Bachelor of Arts en sciences naturelles en 1986, suivi d'un doctorat en génétique en 1990 pour sa thèse An analysis of fasciated mutants of Arabidopsis thaliana and the role of cytokinin in this phenotype. En 1986, elle épouse Stephen John Day, écrivain freelance, avec lequel elle a deux enfants. Il meurt d'un cancer en 2014.

## Carrière et recherche
Ottoline Leyser effectue ses recherches post-doctorales à l'université de l'Indiana puis obtient un poste de professeur à l'université d'York entre 1994 à 2010. En 2010, elle est nommée directrice du laboratoire Sainsbury, un institut de recherche interdisciplinaire combinant la modélisation informatique avec la génétique moléculaire et la biologie cellulaire pour élucider les systèmes dynamiques qui sous-tendent le contrôle de la croissance et du développement des plantes. Elle est également professeur de développement végétal à l'université de Cambridge.
Elle est présidente du comité de gestion du Centre pour la science et la politique de l'université de Cambridge puis, en 2020, elle devient directrice générale de UK Research and Innovation. Elle est membre du Nuffield Council on Bioethics de 2009 à 2015 et membre du groupe de travail de Nuffield sur les biocarburants de 2009 à 2011.

## Reconnaissance
- Society of Experimental Biology’s President’s Medal (2000)
- Prix Rosalind-Franklin de la Royal Society (2007)[6]
- Médaille de la Genetic Society (2016)
- Prix The Women in Science de l'Organisation européenne de biologie moléculaire (2017)[7]
- Dame commandeur de l'ordre de l'Empire britannique (2017)[8]

## Publications
Ottoline Leyser est l'auteure de nombreux articles de recherche, dont : 
- The Arabidopsis F-box protein TIR1 is an auxin receptor, S Kepinski, O Leyser - Nature, 2005
- Auxin regulates SCF TIR1-dependent degradation of AUX/IAA proteins, WM Gray, S Kepinski, D Rouse, O Leyser, M Estelle - Nature, 2001
- Phosphate availability regulates root system architecture in Arabidopsis, LC Williamson, SPCP Ribrioux, AH Fitter, HMO Leyser - Plant physiology, 2001
- MAX1 and MAX2 control shoot lateral branching in Arabidopsis, P Stirnberg, K van De Sande, HMO Leyser, Oxford University Press for The Company of Biologists Limited 129 (5), 1131-1141